# Murina jaintiana
Murina jaintiana és una espècie de ratpenat de la família dels vespertiliònids. Viu a l'Índia i Myanmar. S'alimenta d'insectes. És un ratpenat de petites dimensions, amb una llargada de cap a gropa de 40 mm, els avantbraços de 29,1–31,1 mm, la cua de 33 mm, els peus de 6,8 mm i les orelles de 13,9 mm. Com que fou descoberta fa poc, l'estat de conservació d'aquesta espècie encara no ha estat avaluat formalment.